# MTV Asia Awards
MTV Asia Awards（エムティービー・アジア・アワード）は、シンガポールを拠点とするアジアのMTVが主催し、毎年2月に行われるミュージック・ビデオの祭典。アジア版MTV Video Music Awardsに当たる。
以前は、日本も参加したが、2002年のMTV Video Music Awards Japan創設に伴い、別枠開催となった。
2005年は、2004年に起きたスマトラ島沖地震復興支援チャリティーとしてタイ・バンコクでMTV Asia Aidとして開催され、日本から安室奈美恵が出演した。2006年もバンコクで、MTV Asia Awardsとして開催された。
2007年は開催が予定されていないが、現在2008年の開催に向けて最終調整段階にはいっており、開催都市などは未定とのこと。